# Pierre Choderlos de Laclos
Pierre-Ambroise-François Choderlos de Laclos (født 18. oktober 1741 i Amiens, Somme, død 5. september 1803 Taranto, Italien) var en fransk forfatter og officer. Hans berømmelse bygger på romanen Farlige forbindelser, der blev udgivet anonymt i 1782.
- Wikimedia Commons har flere filer relateret til Pierre Choderlos de Laclos